# Paralepyroniella
Paralepyroniella is een geslacht van halfvleugeligen uit de familie Aphrophoridae. De wetenschappelijke naam van dit geslacht is voor het eerst geldig gepubliceerd in 1952 door Metcalf.

## Soorten
Het geslacht Paralepyroniella omvat de volgende soorten:
- Paralepyroniella aethiops (Distant, 1908)
- Paralepyroniella lineata (Lallemand, 1950)